# Réserve indienne de San Carlos
La réserve indienne de San Carlos est une réserve indienne américaine située en Arizona et accueillant plusieurs tribus apaches.